# Pascal Siakam

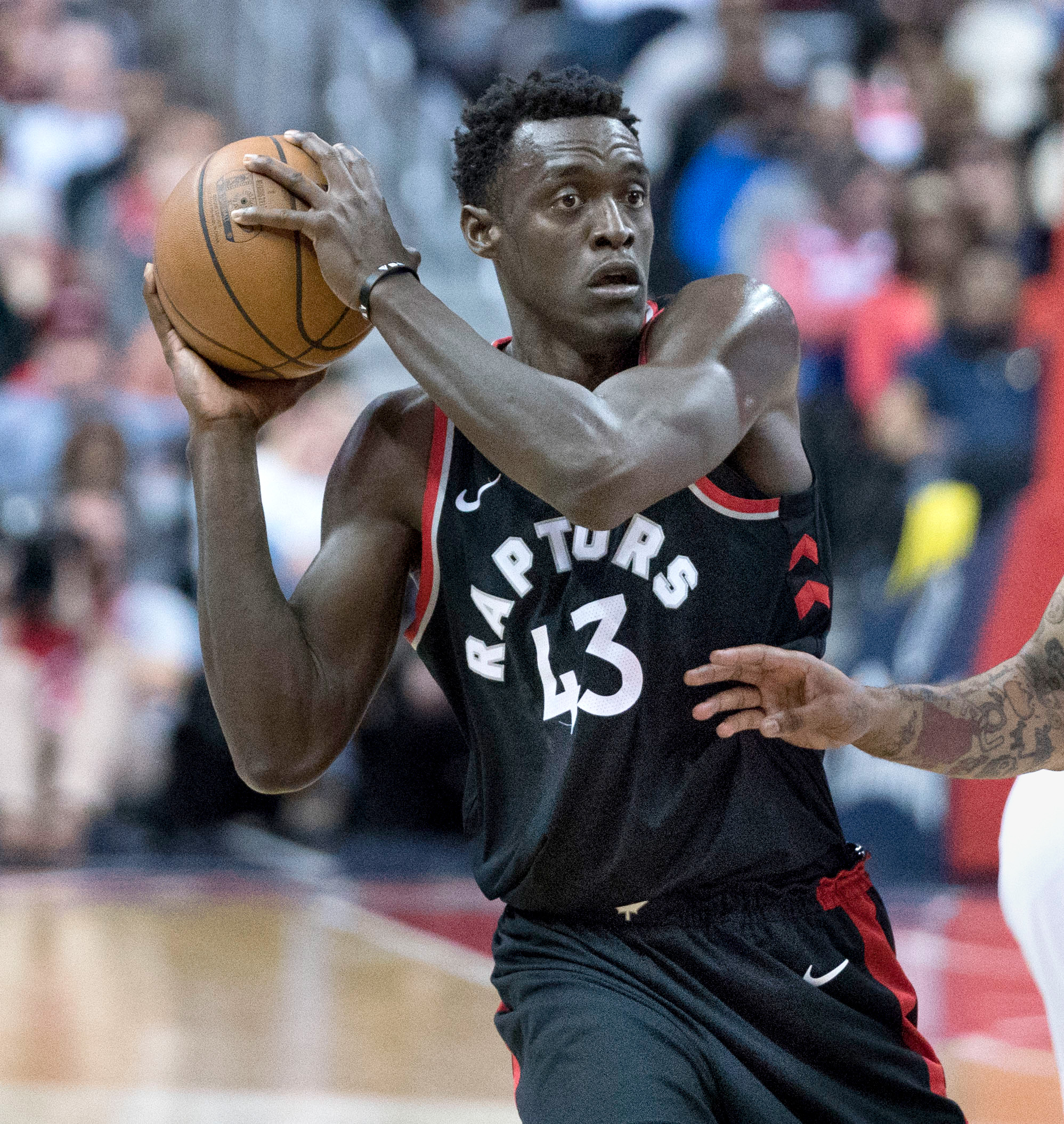
Pascal Siakam, 2018.

Pascal Siakam, född 2 april 1994 i Douala, är en kamerunsk professionell basketspelare (PF) som spelar för Indiana Pacers i National Basketball Association (NBA). Han har tidigare spelat för Toronto Raptors.
Siakam var med och vinna NBA-mästerskapet med Toronto Raptors för säsongen 2018–2019.
Han draftades av Toronto Raptors i första rundan i 2016 års draft som 27:e spelare totalt.
Innan Siakam blev proffs studerade han vid New Mexico State University och spelade för deras idrottsförening New Mexico State Aggies.

## Lag
- Toronto Raptors (2016–2024)
  - → Raptors 905 (2017)
- Indiana Pacers (2024–)